# سیارک ۳۶۸۹
سیارک ۳۶۸۹ (به انگلیسی: 3689 Yeates، نامگذاری:1981JJ2) سه هزار و ششصد و هشتاد و نهمین سیارک کشف شده‌است که در ۵ مه ۱۹۸۱ کشف شد.
قدر مطلق سیارک برابر ۱۲٫۰۰ است.